# Some Kind of Bliss
"Some Kind of Bliss" é uma canção da artista musical australiana Kylie Minogue, contida em seu sexto álbum de estúdio Impossible Princess (1997). Foi composta pela própria artista em conjunto de James Dean Bradfield e Sean Moore, sendo produzida pelo segundo e por Dave Eringa. A sua gravação ocorreu em 1997 nos estúdios Mayfair Studios em Londres, Inglaterra. O seu lançamento como o primeiro single do disco ocorreu em 8 de setembro de 1997, através da Deconstruction Records.
Liricamente, a faixa fala sobre "se sentir feliz quando estiver longe da família e de amigos" e da "capacidade de sentir como se você estivesse perto de alguém, mesmo que a milhas de distância". Em termos musicais, "Some Kind of Bliss" é uma faixa pop rock executada através de um som ousado, com um amplo uso de guitarras durante toda a faixa. A obra foi recebida medianamente por diversos críticos musicais, pois embora muitos foram positivos por sua composição e sua "experimentação sônica", obteve críticas em torno de sua imagem e transição musical para o rock. O single obteve um mal desempenho comercial ao obter a 27ª posição na ARIA Singles Chart, 22ª posição no UK Singles Chart e 46ª na New Zealand Singles Chart.
O vídeo musical foi dirigido por David Mould, e mostra Minogue roubando um posto de gasolina juntamente com seu namorado, interpretado por Dexter Fletcher, juntamente com outras cenas com flashbacks de momentos alegres de ambos juntos. No final, quando Minogue é feita de cobaia para um outro crime, seu amante é preso. Recebeu uma avaliação positiva de diversos críticos, e foi listada por um artigo da Idolator como um dos seus vídeos "mais sensuais". Como forma de promoção, a cantora se apresentou em diversos programas televisivos, posteriormente adicionando a canção no repertório da sua digressão Intimate and Live Tour (1998). Durante os anos, a faixa foi sendo elogiada por ter sido um dos principais aspectos de "Indie Kylie" na mídia, um rótulo recebido pela cantora em sua transgressão para um estilo mais pesado. Foi adicionada em vários álbuns de grandes êxitos da artista, incluindo as coletâneas Hits+ (2000) e Artist Collection (2004).

## Vídeo
O vídeo da música que acompanha esta canção foi filmado no deserto de Tabernas, na Espanha e tem participação de Dexter Flether. Fletcher é o amante de Kylie que ela recolhe a ser libertado da prisão. Eles formulam planos para ficarem ricos roubando dos vários negócios. O plano de obras pelo par de entrar no pátio de um posto de gasolina e Kylie encher o carro com um visual muito revelador, em seguida, quando Dexter vai pagar, ela sorri sugestivamente no caixa para distraí-lo enquanto o personagem de Fletcher recebe o dinheiro. Eles estão planejando assaltar um banco, por isso, mais uma vez Kylie veste uma roupa acanhada. Fletcher vai para o banco para roubá-lo com Kylie esperando fora como chamariz. No entanto, ela vê a polícia chegar para pegar Dexter e prendê-lo novamente e salta para o carro e foge. Em algumas versões do vídeo para os flashbacks momentos felizes para Kylie são vistos quando ela estava com Fletcher e chorando após a sua detenção. O vídeo da música não está incluído no DVD "Ultimate Kylie".

## Formatos
- CD single

1. "Some Kind of Bliss" – 4:13
2. "Limbo" – 4:06
3. "Some Kind of Bliss" (Quivver mix) – 8:39

- Europa CD single

1. "Some Kind of Bliss" – 4:13
2. "Limbo" – 4:06

- UK cassette single

1. "Some Kind of Bliss" (edição) – 3:50
2. "Limbo" – 4:06

- UK vinil single

1. "Some Kind of Bliss" (edição) – 3:50
2. "Love Takes Over Me" (single) – 4:09

## Performances ao vivo
Kylie performou a canção na seguinte turnê:
- Intimate and Live Tour

## Banda
- Kylie Minogue - Vocal
- James Dean Bradfield - Violão, Baixo
- Nick Nasmyth - teclado
- Sean Moore - Tambor
- Andy Duncan - Percussão

## Desempenho nas paradas musicais
| Parada (1997)                     | Melhor posição |
| --------------------------------- | -------------- |
| Austrália (ARIA)                  | 27             |
| Escócia (Scottish Singles Chart)  | 16             |
| Nova Zelândia (Recorded Music NZ) | 46             |
| Reino Unido (UK Singles Chart)    | 22             |